# 熊出沒注意

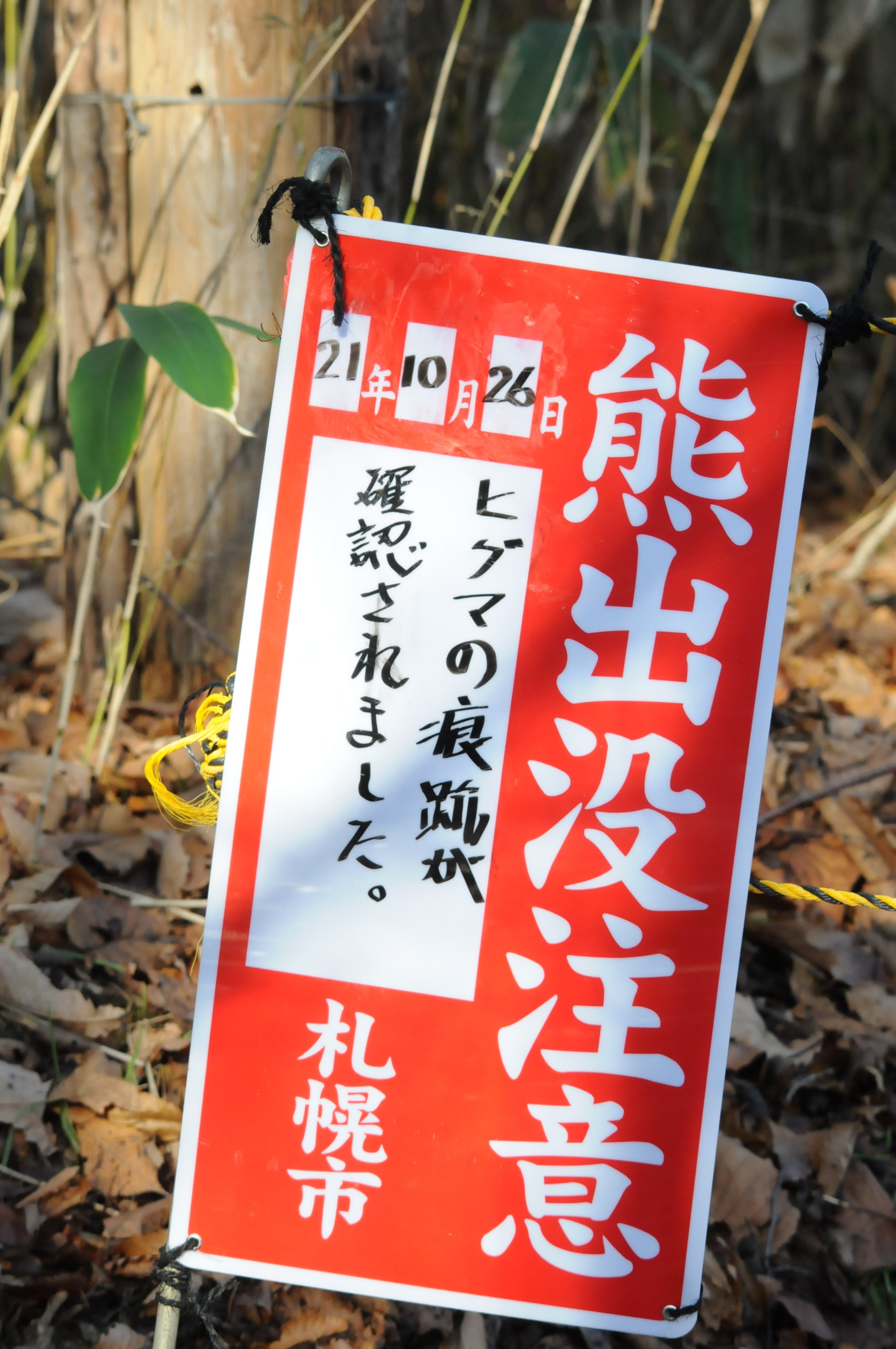
位于札幌市的警告牌

熊出没注意（日语：／ Kuma Shyutsubotsu Chūi */?），是日本北海道地区的纪念品商店很受欢迎的旅行纪念品的名字。本來是一個警告牌，因為北海道經常有熊出沒，曾多次發生攻擊人類造成死傷的事件，很多地方都會豎立警告牌警告人們小心。

## 商品
以「North Island」为商标名进行纪念品制作、位于札幌的Creative compass公司即是这一系列商品的主要制造商。其他的北海道的食品公司也制作了拥有类似设计的果汁和点心。
在黄色背景上的一头咆哮的棕熊和下方“熊出没注意”的字样的图样是最有名的。不过，也有以熊的脚印代替的图案，或者代之以英语的文字。
除了T恤、帽子、袜子、内衣之外，也有圆珠笔、印章、金属牌、打火机、小刀等等，总共超过300种的商品在销售。其中稍微奇怪一点的，有汽车上用的装饰，上边除了咆哮的熊以外，还写着“老婆在车上”。另外还有只有在北海道才能买到的Koappu 瓜拿纳（guarana，一种碳酸饮料）的熊出没注意版本。
在中华人民共和国，有的人会把“熊出没注意”的标识贴在车上，表示自己注意力不集中，车技差。

## 图片

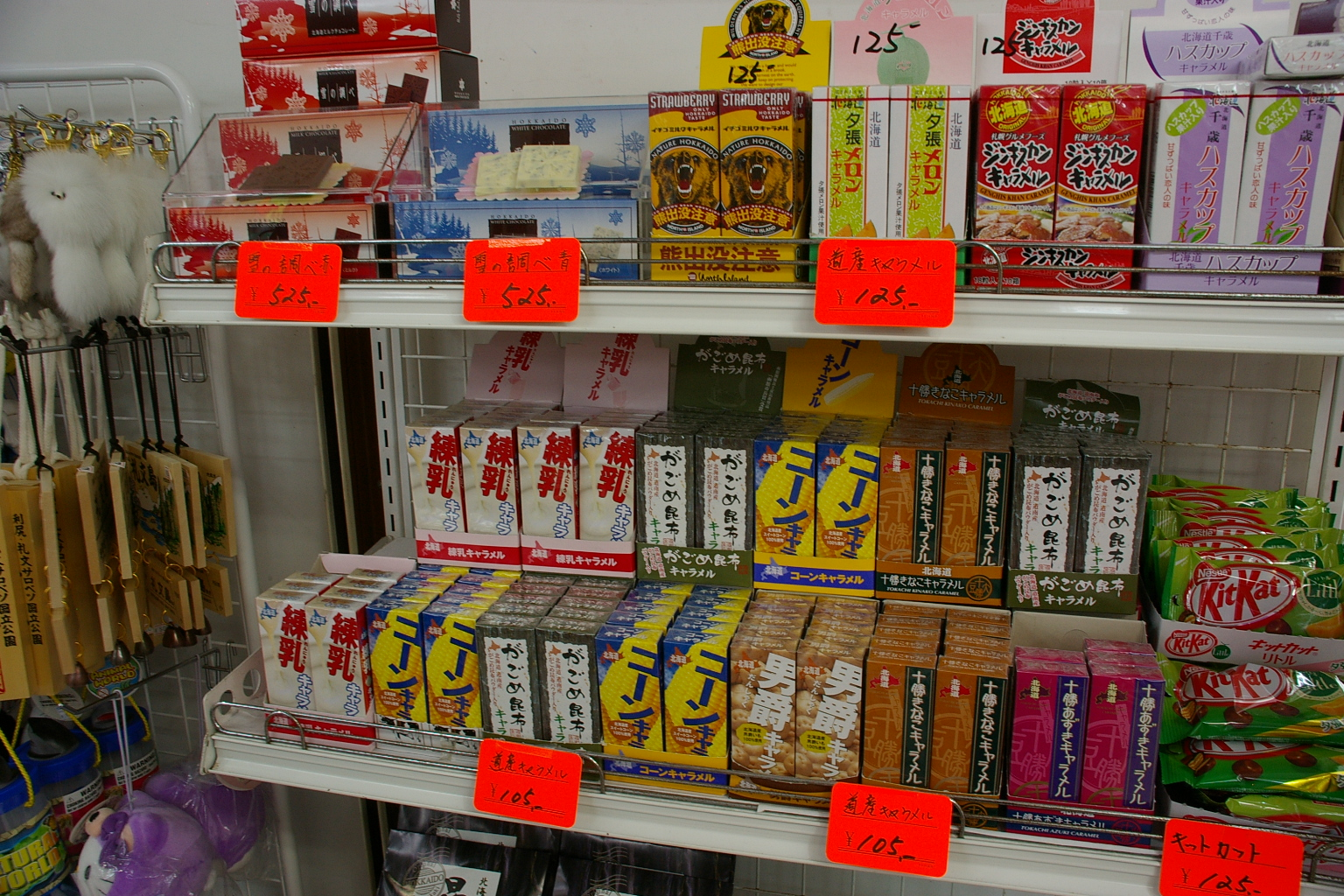
商品-熊出沒注意

## 另見
- 三毛別棕熊襲擊事件
- 當心惡犬